# Gran Premio de América

El Circuito Callejero de Port Imperial,que será ubicado entre Weehawken New York del oeste.

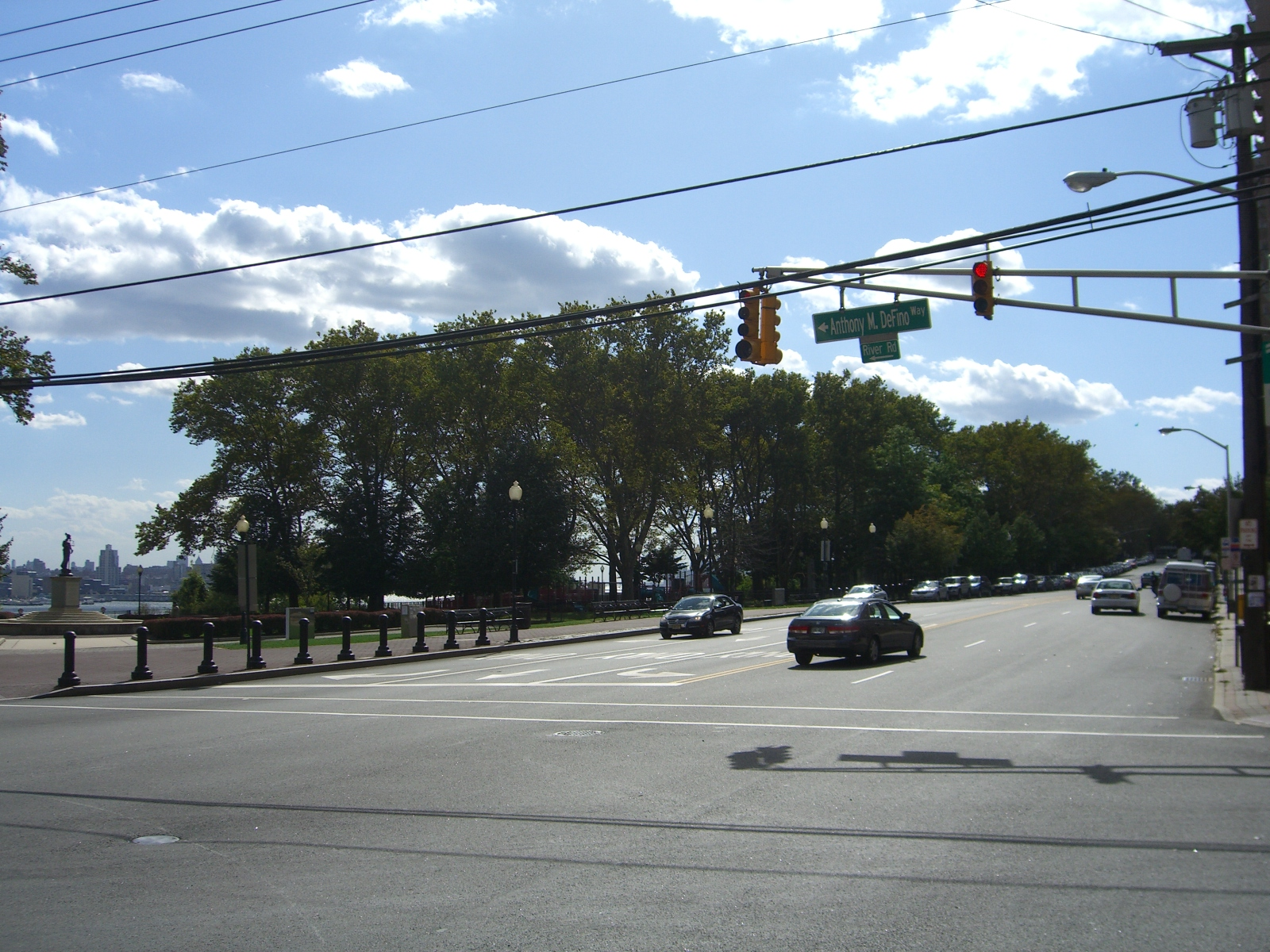
El Boulevard Este con avenida 60.

El Gran Premio de América fue una carrera jamás realizada del Campeonato Mundial de Fórmula 1. Estaba prevista para llevarse a cabo en un circuito callejero de 5.150 kilómetros en la ciudad de Nueva Jersey, atravesando los poblados de Nueva York del Oeste y Weehawken, a lo largo del puerto Imperial de Weehawken, denominado circuito callejero de Port Imperial. La carrera fue propuesta inicialmente para 2011 y apareció en el calendario provisional 2013, pero fue retrasada en numerosas ocasiones, hasta 2016.

## Historia
Un Gran Premio en el área metropolitana de Nueva York con anterioridad se había anunciado para la temporada 1983 de Fórmula 1, se había planeado celebrar en el Meadowlands Sports Complex, en Meadow Lake en Flushing Meadows, o el Campo Mitchel en Hempstead, Long Island (en el mismo sitio que entre 1936 y 1937 se celebró la Copa Vanderbilt). Sin embargo, la carrera se pospuso y luego fue cancelada, aun así, dicha competencia fue realizada por la CART en Meadowlands, bajo el nombre de Gran Premio de Meadowlands.
El evento fue pactado es un contrato por diez años, comenzando desde junio de 2013 a fin de que no coincidiera con la carrera de noviembre del otro circuito estadounidense del Gran Premio de los Estados Unidos en Austin. El Gran Premio de América sería la carrera acompañante del Gran Premio de Canadá que se celebraría una semana después del otro evento siguiendo los intereses para la reducción de costos de logística.
Desde hace mucho tiempo, el promotor de las carreras de NASCAR, Humpy Wheeler que ha sido nombrado recientemente como consultor de la carrera, espera que se proporcionen más de US $100 millones anuales para la economía de la ciudad.
Durante la transmisión del Gran Premio de Singapur de 2013, se anunció en el aire que se habían presentado las tarifas de inscripción necesarias para su inclusión en el calendario de 2014, con fecha provisional del 1 de junio de 2014. El Gran Premio se confirmó más tarde en el calendario provisional, pero no figuró en el calendario final.
En 2014, según Forbes, se había encontrado inversores para la celebración del Gran Premio, pero estos abandonaron el proyecto a último momento. Bernie Ecclestone reveló que no había intenciones para la temporada 2016.